# Marta Welander
Marta Welander es la fundadora y directora de Refugee Rights Europe, una organización que estableció mientras estudiaba un doctorado en la Universidad de Westminster. La organización investiga la situación de los refugiados, solicitantes de asilo y personas desplazadas en toda Europa. También apoya y participa en la iniciativa Hopetowns, con sede en el Reino Unido y dirigida por refugiados.

## Activismo
Welander ha utilizado principalmente la investigación y las campañas para abordar las violaciones de los derechos humanos a las que se enfrentan los refugiados en Europa. En abril de 2017 dio una charla TED sobre su Proyecto de Datos sobre los Derechos de los Refugiados, que tenía como objetivo llenar los vacíos de información relacionados con las violaciones de los derechos humanos y las normas humanitarias.
En marzo de 2018 su organización Refugee Rights Europe publicó una nueva investigación sobre la situación de los refugiados.